# Нукенов, Кайрат Темиршотович
Кайрат Темиршотович Нукенов (каз. Қайрат Теміршотұлы Нүкенов; род. 15 сентября 1970, село Захаровка, Павлодарская область) — казахстанский государственный деятель, экс-аким Павлодара, Экибастуза, Аксу и Железинского района.
Происходит из рода кыпшак.

## Образование
- В 1987 году окончил Железинскую среднюю школу.
- В 2002 году окончил Сибирскую государственную автомобильно-дорожную академию (СибАДИ) в городе Омск, по специальности «Экономика и руководство на предприятии».
- В 2014 году окончил Омский государственный аграрный университет имени П. А. Столыпина по специальности «Плодоовощеводство и виноградарство».

## Трудовая деятельность
- В 1987 году начал трудовую деятельность в качестве рабочего животноводческого комплекса отделения № 2 совхоза «Железинский».
- С 1988 по 1990 годы проходил срочную службу в Советской армии.
- С 1990 по 1992 годы работал экспедитором в хозрасчётном молодёжном объединении «Трестжилстрой».
- С 1992 года трудился на руководящих должностях в коммерческих структурах: заместителем директора по коммерции малого предприятия «Капитал», директором ПТ «Марат и компания-2».
- С 1997 по 2010 годы — директор предприятий города Павлодара: «Багдар-маркетинг», ТОО ПКФ «Павлодар-Темир», «Индустрия-Плюс», ТОО «Нукер-ПВ».
- С января 2010 года работал председателем СПК «Нукер» Железинского района.
- С 2012 по 2013 годы — аким Железинского района.
- В 2013 году — руководитель управления предпринимательства и торговли Павлодарской области.
- С июня 2014 по 29 апреля 2016 года — аким города Аксу, Павлодарской области.
- С 29 апреля 2016 года — назначен акимом города Экибастуза.
- 13 августа 2018 года распоряжением акима Туркестанской области Кайрат Нукенов назначен на должность первого заместителя акима Туркестанской области[1].
- С 15 февраля 2019 года — заместитель акима Павлодарской области.
- С 10 июля 2019 года по 27 июля 2020 года — аким города Павлодар.

## Семья
Женат, воспитывает двух сыновей и двух дочерей.
- Племянница Нукенова Салтанат Амангельдиевна — гражданская жена экс-министра национальной экономики Казахстана Куандыка Бишимбаева, убитая им в 2023 году.